# Behler See
De Behler See is een meer in de Holsteinische Schweiz, in de Duits deelstaat Sleeswijk-Holstein. Het ligt tussen Timmdorf (wijk van Malente) in het oosten en de stad Plön in het westen. 
Het meer is 277 ha groot, tot 43 m diep en ligt 22 m boven de zeespiegel.
De Schwentine stroomt er van oost naar west doorheen.
De Behler See is genoemd naar het dorp Behl in de gemeente Grebin, die zich ten noorden ervan bevindt.